# Recoules-Prévinquières
Recoules-Prévinquières – miejscowość i dawna gmina we Francji, w regionie Oksytania, w departamencie Aveyron. W dniu 1 stycznia 2016 roku z połączenia pięciu ówczesnych gmin – Buzeins, Lapanouse, Lavernhe, Recoules-Prévinquières oraz Sévérac-le-Château – powstała nowa gmina Sévérac d’Aveyron. W 2013 roku populacja Recoules-Prévinquières wynosiła 528 mieszkańców. Przez miejscowość przepływa rzeka Aveyron.

## Zabytki
Zabytki w miejscowości posiadające status monument historique:
- zamek w osadzie Méjanel (fr. château du Méjanel)
- zamek w osadzie Recoules (fr. château de Recoules)